# Костручей
Костручей — посёлок в Вытегорском районе Вологодской области.
Входит в состав Анненского сельского поселения, с точки зрения административно-территориального деления — в Анненский сельсовет.
Расположен на трассе А119. Расстояние по автодороге до районного центра Вытегры — 50 км, до центра муниципального образования села Анненский Мост — 7 км. Ближайшие населённые пункты — Александровское, Анненский Мост, Конецкая.
По переписи 2002 года население — 44 человека (24 мужчины, 20 женщин). Преобладающая национальность — русские (98 %).